# Tân Thành, Cao Lộc
Tân Thành là một xã thuộc huyện Cao Lộc, tỉnh Lạng Sơn, Việt Nam.
Xã Tân Thành có diện tích 3.937.86 ha, dân số năm 2016 là 3.663 người, có ba dân tộc sống xen kẽ với nhau (Nùng, Tày, Kinh). Trong đó, Nùng chiếm 80%, Tày chiếm 17%, Kinh chiếm 3%. Các dân tộc sống chủ yếu bằng nghề sản xuất nông, lâm nghiệp.
Theo thống kê năm 2019, xã Tân Thành có diện tích 39,45 km², dân số là 3.666 người, mật độ dân số đạt 95 người/km².